# مرادلو (مشكين شهر)
مرادلو هي مدينة في مقاطعة مشكين شهر، إيران. عدد سكان هذه المدينة هو 671 في سنة 2016.